# Ctenus periculosus
Ctenus periculosus är en spindelart som beskrevs av William Syer Bristowe 1931. Ctenus periculosus ingår i släktet Ctenus och familjen Ctenidae. Inga underarter finns listade i Catalogue of Life.